# Elaphomyces japonicus
Elaphomyces japonicus är en svampart som beskrevs av Lloyd 1916. Elaphomyces japonicus ingår i släktet Elaphomyces och familjen hjorttryfflar.